# Walter Heinemeyer
Walter Heinemeyer (* 5. August 1912 in Eimelrod; † 26. April 2001 in Marburg) war ein deutscher Historiker und Archivar. Er lehrte von 1963 bis 1980 als Professor für Historische Hilfswissenschaften und Archivwissenschaft an der Universität Marburg. Heinemeyer prägte über Jahrzehnte die hessische Landesgeschichtsforschung.

## Leben und Wirken
Der Sohn des Lehrers Karl Heinemeyer besuchte Gymnasien in Jena. Dort wurde Otto Dobenecker sein Lehrer. Das Abitur legte er in Hersfeld ab. Er studierte von 1931 bis zum Wintersemester 1935/36 Geschichte, Germanistik und Latein an den Universitäten Göttingen, Wien, Innsbruck und wiederum Göttingen. Heinemeyer trat zum 1. Mai 1933 in die NSDAP ein (Mitgliedsnummer 2.276.537). Im Sommer 1933 trat er in die SA ein. Außerdem gehörte er der Deutschen Studentenschaft und dem Reichsbund Deutscher Beamten an. Er wurde im Februar 1935 an der Universität Göttingen als Schüler von Alfred Hessel und Karl Brandi promoviert. Im Dezember 1935 legte er in Göttingen die Staatsprüfung für das Lehramt an höheren Schulen ab. Von April 1936 bis März 1938 ließ er sich im Institut für Archivwissenschaft und geschichtswissenschaftliche Fortbildung zum wissenschaftlichen Archivar ausbilden. Er heiratete 1938. Bis 1939 arbeitete er am Reichsarchiv. Er wurde zur Wehrmacht einberufen und leistete ab 1. September 1939 Kriegsdienst. Ab Januar 1942 war er Oberleutnant der Reserve. Er geriet in Kriegsgefangenschaft.
Wehrdienst, Kriegsdienst und Kriegsgefangenschaft unterbrachen von 1939 bis 1946 die wissenschaftliche Arbeit. Ende 1945 konnte er aus der Kriegsgefangenschaft zurückkehren. Die Wohnung in Potsdam wurde 1945 zerstört. Im Jahr 1946 hielt er sich zuerst in Herleshausen, dann in Eschwege auf. Er wurde in die Gruppe III der Minderbelasteten von der Spruchkammer eingestuft. Nach Heinemeyers Einspruch am 29. Dezember 1946 wurde er am 30. Januar 1947 den Mitläufern zu geordnet.
Von 1947 bis 1963 war er hessischer Staatsarchivar zunächst in Darmstadt, ab 1949 am Staatsarchiv Marburg, seit 1952 als Dozent für Historische Hilfswissenschaften an der Archivschule Marburg. Seit dem Sommersemester 1956 hatte er einen Lehrauftrag für Historische Hilfswissenschaften an der Universität Marburg. Dort wurde er 1960 zum Honorarprofessor ernannt. Ab 1963 lehrte er als außerordentlicher und ab 1966 als ordentlicher Professor für Historische Hilfswissenschaften und Archivwissenschaft an der Universität Marburg. Er war auch Mitdirektor des Instituts für mittelalterliche Geschichte, geschichtliche Hilfswissenschaften und geschichtliche Landeskunde sowie Direktor des Lichtbildarchivs älterer Originalurkunden. In Marburg war er 1971/72 und 1975/76 Dekan des Fachbereichs Geschichtswissenschaften. Er war ab 1963 langjähriger Herausgeber des Archivs für Diplomatik; neben seinen Studien zur Diplomatik mittelalterlicher Verträge gehören die Studien zur Geschichte der gotischen Urkundenschrift zur Standardliteratur. Im September 1980 wurde er emeritiert. Als akademischer Lehrer betreute er 18 Dissertationen.
Heinemeyer war von 1958 bis 1967 Vorsitzender des Vereins für hessische Geschichte und Landeskunde, dessen Ehrenmitglied er 1969 wurde. Unter seinem Vorsitz erhöhte sich die Mitgliederzahl des Vereins von 700 auf 1200 Mitglieder. Er war Vorsitzender des Gesamtvereins der Deutschen Geschichts- und Altertumsvereine (1968–1985). Heinemeyer war über viele Jahre für die Historische Kommission für Hessen tätig. Er wurde 1950 wissenschaftliches Mitglied, war von 1963 bis 1999 ihr Vorsitzender und wurde 1999 ihr Ehrenmitglied. Außerdem war er Vorsitzender des Arbeitskreises für Editionsgrundsätze, der 1965 die Richtlinien für die Regestierung von Urkunden veröffentlichte. Im Jahr 1967 wurde er zum korrespondierenden Mitglied der Historischen Kommission für Westfalen gewählt. Heinemeyer wurde 1983 das Große Verdienstkreuz der Bundesrepublik Deutschland und 1984 die Georg-Landau-Medaille verliehen. Außerdem erhielt er 1982 die Goethe-Plakette des Landes Hessen. Sein Sohn Karl Heinemeyer ist ebenfalls Historiker.

## Schriften (Auswahl)
Ein Schriftenverzeichnis von 1978 bis 1992 erschien in Rainer Birkelbach: Verzeichnis der Schriften von Walter Heinemeyer 1978/1979–1992. In: Zeitschrift des Vereins für hessische Geschichte und Landeskunde. 97, 1992, S. 21–24.
Monographien
- Studien zur Diplomatik mittelalterlicher Verträge, vornehmlich des 13. Jahrhunderts. In: Archiv für Urkundenforschung. 14, 1936, S. 321–413 (zugleich: Dissertation).
- Studien zur Geschichte der gotischen Urkundenschrift. Böhlau, Köln 1962 (2. erweiterte Auflage 1982).

Herausgeberschaften
- mit Tilman Pünder: 450 Jahre Psychiatrie in Hessen (= Veröffentlichungen der Historischen Kommission für Hessen in Verbindung mit dem Landeswohlfahrtsverband Hessen. Band 47). Elwert, Marburg 1983, ISBN 3-7708-0767-7.

Aufsatzsammlung
- „Aus Liebe, zur Sicherheit und Ehre des Klosters“. Urkundenfälschungen und frühe Geschichte hessischer und thüringischer Klöster (= Veröffentlichungen der Historischen Kommission für Hessen. Band 77). Herausgegeben von Hans-Peter Lachmann. Historische Kommission für Hessen, Marburg 2012, ISBN 978-3-942225-15-1 (enthält sieben Beiträge aus den Jahren 1958 bis 1972 und ein Schriftenverzeichnis S. 441–457).